# HD 170657
HD 170657 (GJ 716 / HIP 90790 / SAO 161557) és un estel a la constel·lació del Sagitari de magnitud aparent +6,82. S'hi troba a 43,1 anys llum del sistema solar.
HD 170657 és una nana taronja de tipus espectral K2V molt semblant a la component menys brillant del sistema Alpha Centauri. Té una temperatura efectiva de 5.156 K —5.038 K segons un altre estudi— i llueix amb una lluminositat que correspon al 32% de la lluminositat solar. De menor grandària que el Sol, el seu diàmetre equival al 76% del diàmetre solar. La seva massa és igual al 81% de la del Sol i gira sobre si mateixa amb una velocitat de rotació projectada de 4'5 km/s. La seva edat no es coneix amb exactitud, estant compresa en l'ampli rang que va des dels 1.600 fins als 6.100 milions d'anys.
Encara que el contingut metàl·lic d'HD 170657 és inferior al solar, no existeix consens respecte a la quantitat d'aquesta diferència. Diversos estudis assenyalen el seu índex de metal·licitat [Fe/H] entre -0,24 —que correspon al 58% del valor solar— i -0,15. Altres elements avaluats també presenten nivells inferiors als solars, i és el níquel l'element que mostra un empobriment més acusat ([Ni/H] = -0,22).